# 谷野
谷野（やの）とは、東京都青梅市にある地名。郵便番号は198-0012。

## 概要
市域東部に位置し、住宅地と農地が広がる。

## 地理
北側に霞丘陵が位置し、南部を霞川が流れる。

## 歴史
「霞村の歴史」を参照。
- 1889年（明治22年）4月1日 - 町村制施行により、大門村、野上村、吹上村、塩船村、谷野村、木野下村、今寺村、根ヶ布村、師岡村、新町村、今井村、藤橋村が合併し神奈川県西多摩郡霞村が成立する。谷野村は大字谷野となる。
- 1893年（明治26年）4月1日 - 西多摩郡が南多摩郡、北多摩郡とともに東京府へ編入する。
- 1943年（昭和18年）7月1日 - 東京都制施行。
- 1951年（昭和26年）4月1日 - 青梅町、調布村との合併により青梅市が発足。霞村は消滅。大字谷野は霞地区（後に大門地区）に属する。

## 世帯数と人口
2021年（令和3年）3月1日現在の世帯数と人口は以下の通りである。
| 大字 | 世帯数  | 人口    |
| ---- | ------- | ------- |
| 谷野 | 481世帯 | 1,106人 |

## 小・中学校の学区
市立小・中学校に通う場合、学区は以下の通りとなる。
| 丁目 | 番地                   | 小学校             | 中学校             |
| ---- | ---------------------- | ------------------ | ------------------ |
| 谷野 | 55番地の1から58番地の4 | 青梅市立吹上小学校 | 青梅市立吹上中学校 |
| 谷野 | 上記以外               | 青梅市立第三小学校 | 青梅市立第三中学校 |

## 消防
- 青梅市消防団分団[7]
  - 第八分団 - 東青梅・大門地区

## 施設など
- かすみ台第三保育園
- 愛宕神社
- 蔵主神社
- 真浄寺
- 焔魔堂

## 交通
西東京バスのバス路線があり、JR青梅線・小作駅、河辺駅へのアクセスも容易である。